# Kambua International
Kambua International var ett företag grundat 2014 av Stefan Sandström från Kalmar och André Gustafsson från Osby. Företaget sa sig syssla med betting för sina investerares räkning, men avslöjades senare som ett ponzibedrägeri. Stefan Sandström dömdes 2023 därför till fängelse för grovt bedrägeri. Namnet Kambua var en initialförkortning av "Konsten att må bra utan anledning".

## Företagshistorik
År 2014 grundades Kambua International Ltd med säte på Seychellerna. I maj 2016 registrerade Stefan Sandström bolaget SS International Trading AB.
I september 2017 intervjuades Stefan Sandström angående de då nyligen överenskomna sponsoravtalen med Broberg/Söderhamn Bandy och Kalmar HC. Det framkom då att Kambua International skulle sponsra Kalmar HC "med ett sjusiffrigt belopp över tre år", och att pengarna skulle öronmärkas för spelarköp. I maj 2020, efter att Sandström gripits misstänkt för brott rörande Kambua, valde Kalmar HC att avsluta samarbetet.
Några av Sveriges mest kända sportstjärnor har i reklam stått bakom det utpekade bluffbolaget.
I juli 2023 dömdes Stefan Sandström till fängelse i 6 år och 6 månader för drygt 100 fall av grovt bedrägeri.